# Federación Venezolana de Deportes Acuáticos
La Federación Venezolana de Deportes Acuáticos (FEVEDA) es una asociación deportiva en Venezuela que se encarga de promocionar, organizar y regir los distintos deportes acuáticos en Venezuela:Natación, Polo Acuático, Nado Sincronizado y Saltos Ornamentales.
FEVEDA es una asociación con personalidad jurídica, patrimonio propio y sin fines de lucro  registrada en el Instituto Nacional de Deportes y el Comité Olímpico Venezolano como una de las federaciones deportivas nacionales.